# 安德烈亚斯·齐洛
安德烈亚斯·齐洛（德語：Andreas Zülow，1965年10月23日—），德国男子拳击运动员。他曾代表东德、德国参加1988年和1992年夏季奥林匹克运动会拳击比赛，其中1988年奥运会获得一枚金牌。